# Високи Татри
Високите Татри (на словашки: Vysoké Tatry; на полски: Tatry Wysokie) са планинска верига, която включва най-високата част от Татрите и е с най-голяма надморска височина в целия район на Карпатите. По-голямата им част се намира в Словакия, а по-малката част е в Полша. Разположени са северно от Ниските Татри, от които ги отделя долината на реката Вах.
Основното ядро на масива и всички най-високи върхове на планината се намират в Словакия. Най-високият връх на планинската верига – Герлаховски щит 2655 m – е същевременно и най-високата точка на страната. На границата със Словакия се намира и най-високата точка на Полша, върхът Риси. Във Високите Татри се срещат много редки и ендемични видове растения и животни. Различни видове бозайници като мечка, рис, дива коза, порови, вълк и лисица обитават масива.
Областта е известна с условията си за практикуване на зимни спортове. Най-големите ски-центрове са Щръбске Плесо, Стари Смоковец, Татранска Ломница в Словакия и Закопане в Полша.
Татранският национален парк (Tatranský národný park) в Словакия е създаден през 1948 г. докато полският Татрзански национален парк (Tatrzański Park Narodowy) през 1954 г.

## Върхове
15-те най-високи върхове на Високите Татри – всички разположени в Словакия – са: 
- Герлаховски щит, 2655 m
- Ломницки щит, 2634 m
- Мали Лядови щит, 2632 m
- Задни Герлах, 2616 m
- Риси, 2499 m
- Криван, 2495 m
- Копровски щит, 2363 m
- Висока, 2547 m
- Яхняци щит, 2230 m
- Предне Солиско. 2093 m

## Долини
Във Високите Татри има 23 долини, повече на словашката страна.

## Езера
Най-голямо, Морске Око с площ 34,50 ha, дълбочина 50,8 m, 1395,4 m н.в., се намира на полската страна. Най-дълбоко е Велке Хлинцово Плесо (20,08 ha, 53 m, 1946 m) което се намира в Словакия. Много популярни са Щрбске плесо и Попрадске плесо.

## Водопади
Най-известните водопади се намират на Студени поток. Най-голям, но не най-висок, водопад на полската страна е Сиклава. Неговата височина е 64 – 70 m, докато наклон около 35°.

## Градове
На територията на Високите Татри се намира единствен град, Високе Татри който е изходна точка за екскурзии към Високите Татри.

## Наука
Във Високите Татри се намират две основните астронимически обсерватории на Словакия: обсерватория Скалнате Плесо и обсерватория Ломницки щит.